# Saarijärvi (sjö i Finland, Mellersta Österbotten, lat 63,82, long 24,32)
Saarijärvi är en sjö i Finland. Den ligger i kommunen Karleby i landskapet Mellersta Österbotten, i den centrala delen av landet, 400 km norr om huvudstaden Helsingfors. Saarijärvi ligger 118 meter över havet. Arean är 38,4 hektar och strandlinjen är 4,87 kilometer lång. Sjön  ingår i Lesti å huvudavrinningsområde.   I omgivningarna runt Saarijärvi växer i huvudsak blandskog.